# Motoblur
Motoblur fue un reemplazo de la interfaz de usuario de Android y un servicio basado en push centrado en las redes sociales, desarrollado por Motorola. Su objetivo era la similitud funcional con Synergy de Palm, incluidas funciones como Remote Wipe. Motoblur incluía una variedad de widgets que combinaban varios portales de redes sociales como Facebook, MySpace y Twitter así como otros servicios (noticias o partes del tiempo) todo en un solo lugar. También combinó múltiples cuentas de correo electrónico y fuentes de comunicación de contacto en vistas de notificación únicas, siendo el primer software de teléfono en hacerlo. Los feeds y los datos se enviaron regularmente a estos widgets. Motoblur en su inicio final estaba en estos dispositivos: Electrify/Photon 4G, Atrix 4G, Atrix HD, CLIQ/DEXT, Backflip, Devour, Flipout, Charm, Spice, Droid Pro, Filpside, DEFY, DEFY+, Bravo, Droid X, Droide 3, Droide 2, Droid Bionic y Droid RAZR. La versión que se encuentra en Droid X, Droid Pro, Droid 2, Droid Bionic, Droid 3, Electrify/Photon 4G y DEFY fue diseñada para ser menos intrusiva que las versiones anteriores.
Los teléfonos basados en Motoblur de primera generación requerían que un nuevo usuario creara una cuenta de Motoblur, denegando el acceso a la pantalla principal hasta que se estableciera la cuenta. La información de la cuenta de usuario se almacenó en los servidores redundantes de Motorola para acceder desde navegadores web y teléfonos futuros. Los dispositivos más nuevos permitieron a los usuarios diferir los servicios de Blur hasta un registro posterior y tenían más opciones de filtrado y una mejor gestión de la batería para optimizar la experiencia del usuario.
A fines de 2010, Motorola anunció que Motoblur no sería su enfoque de desarrollo en el futuro, ya que Android hizo que las máscaras personalizadas fueran en gran medida redundantes. Atrix, Droid 2 y Droid X cuentan con la interfaz de usuario.
En 2011, PC World criticó a Motoblur por su bajo rendimiento.